# Leck Beck
Der Leck Beck ist ein Wasserlauf in Cumbria und Lancashire, England. Der Leck Beck entsteht am Leck Beck Head, wo das Oberflächenwasser, das durch 14 Erdfälle in ein unterirdisches System gelenkt wurde, wieder an die Oberfläche tritt.
Der Leck Beck fließt zunächst in südlicher Richtung und wendet sich dann nach Südwesten, wo er zunächst die Grenze zwischen Cumbria und Lancashire bildet. In Höhe der Ortschaft Leck wendet sich der Lauf des Flusses nach Westen. Der Leck Beck mündet westlich von Nether Burrow in den River Lune.